# A Força do Querer
A Força do Querer è una telenovela brasiliana prodotta da TV Globo e trasmessa a partire dal 3 aprile 2017. La telenovela è scritta da Glória Perez e diretta da Rogério Gomes. Gli attori principali sono: Isis Valverde, Marco Pigossi, Fiuk, Bruna Linzmeyer, Paolla Oliveira, Juliana Paes, Emilio Dantas e Rodrigo Lombardi.

## Cast
| Attore/Attrice         | Personaggio |
| ---------------------- | ----------- |
| Isis Valverde          | Rita        |
| Marco Pigossi          | Zeca        |
| Juliana Paes           | Bibi        |
| Rodrigo Lombardi       | Caio        |
| Fiuk                   | Ruy         |
| Paolla Oliveira        | Jeiza       |
| Lília Cabral           | Silvana     |
| Carol Duarte           | Ivana       |
| Emilio Dantas          | Rubinho     |
| Bruna Linzmeyer        | Cibele      |
| Dan Stulbach           | Eugênio     |
| Maria Fernanda Cândido | Joyce       |
| Débora Falabella       | Irene       |
| Elizangela             | Aurora      |
| Tonico Pereira         | Abel        |
| Humberto Martins       | Eurico      |
| Zezé Polessa           | Edinalva    |
| Juliana Paiva          | Simone      |
| Lua Blanco             | Anita       |
| Edson Celulari         | Dantas      |
| Dandara Mariana        | Marilda     |
| Pedro Nercessian       | Amaro       |
| Juliana Xavier         | Abigail     |
| Raul Gazolla           | Allan       |
| João Gabriel Bravo     | Dedé        |
| Karla Karenina         | Dita        |
| Laíze Câmara           | Francineide |
| Eline Porto            | Janete      |
| Lucy Ramos             | Leila       |
| Silvero Pereira        | Nonato      |
| Bruno Barboza          | Tatu        |
| Luci Pereira           | Nazare      |
| Cláudia Mello          | Zuleide     |
| Fafá de Belém          | Almerinda   |